# Louisa Macdonald
Louisa Macdonald (Arbroath, 10 de diciembre de 1858-Londres, 28 de noviembre de 1949) fue una educadora y sufragista británica. 

## Biografía
Louisa Macdonald nació en 1858 en Arbroath, Escocia, siendo la undécima hija de Ann Kid y John Macdonald, secretario municipal y abogado. Junto a su hermana Isabella se matricularon en el University College de Londres, donde se encontraban entre los primeros residentes del College Hall. Se graduó con un Bachillerato en Artes en 1884 con honores de primera clase en clásicos y en alemán. Se graduó con una Maestría en Artes clásicas en 1886 y comenzó una carrera inmediata en educación al brindar conferencias y lecciones privadas para estudiantes de College Hall.

## Carrera
En 1891, se había convertido en miembro del University College de Londres. Fue elegida de un grupo de 65 solicitantes para ser directora fundadora del Women's College de la Universidad de Sídney, y asumió su puesto en un local alquilado en 'Strathmore' en Glebe en marzo de 1892, con cuatro estudiantes. Desempeñó un papel activo en el diseño y equipamiento de los edificios del Women's College, diseñados por los arquitectos John Sulman y John Porter Power para albergar a 26 estudiantes, e inaugurado en 1894.
Trabajó incansablemente para establecer la prosperidad de la universidad, tanto económica como culturalmente, en un momento en que la educación de las mujeres era de baja prioridad y de demanda limitada. Ayudada por su amiga y compañera de toda la vida, Evelyn Dickinson, Macdonald buscó establecer una base sólida para apoyar la educación de las mujeres, basada en valores de igualdad social e intelectual.  La arquitectura y los terrenos de la universidad reflejaban la creencia de Macdonald de que los alrededores elegantes eran una parte esencial de una educación liberal.  

## Sufragismo
Participó activamente en la vida universitaria y las causas en apoyo de las mujeres. También en la Asociación de Mujeres de la Universidad de Sídney, la Sociedad de Mujeres de la Universidad y el Club de Mujeres, así como en la Liga de Sufragio de la Mujer de Nueva Gales del Sur y la Sociedad Literaria de Mujeres.

## Vida posterior y legado
Macdonald renunció a la universidad a principios de 1919. Poco después de su anuncio de jubilación, se planeó un monumento conmemorativo a su servicio a la universidad con el Louisa May Memorial Hall dedicado en 1924. Falleció en 1949 en Londres.